# Greta Utbult
Greta Linnéa Utbult, född 13 maj 1914 på Öckerö, Bohuslän, död där 10 september 2000, var en svensk målare och mosaikkonstnär. 
Hon var dotter till sjökaptenen Amandus Utbult och Ester Peterson och från 1940 gift med adjunkten Pehr-Erik Liljedahl. Utbult studerade konst för Hjalmar Eldh vid Slöjdföreningens skola i Göteborg 1933–1937 och vid Académie Colarossi i Paris 1938 samt för Nils Nilsson vid Valands målarskola 1939–1940. Separat ställde hon bland annat ut i Avesta, Ulricehamn, Falkenberg, Karlskrona, Helsingborg, Örnsköldsvik samt på Galerie S:t Paul i Stockholm. Tillsammans med G Nielsen ställde hon ut i Ulricehamn 1966 och tillsammans med Bertil Liljeblad och Stina Olausson på Lorensbergs konstsalong i Göteborg 1958 samt med Laila Prytz på Galleri Brinken i Stockholm. Hon ställde ut i Gelsenkirchen i Tyskland tillsammans med Olle Lisper och tillsammans med Lennart Lindberg ställde hon ut i Esbjerg Danmark. Hon medverkade i några av Borås och Sjuhäradsbygdens höstsalonger i Borås, Sveriges allmänna konstförenings vårsalonger på Liljevalchs konsthall samt Älvsborgssalongerna i Alingsås och Vänersborg. Bland hennes offentliga arbeten märks mosaikdekorationer för bland annat Ulricehamns stadshus, Skandinaviska banken i Örebro, Gislaveds församlingshem, Hagaskolan i Norrköping, Horsens lantbruksskola och Dandy fabrikerna i Vejle. Hennes konst består av figurer, stilleben, landskap utförda i olja eller akvarell samt mosaikarbeten. 